# Kutyszcze
Kutyszcze (ukr. Кутище) – wieś na Ukrainie w rejonie złoczowskim należącym do obwodu lwowskiego.
Przez obszar wsi przepływa potok Sirla, dopływ Seretu.
Do 2020 w rejonie brodzkim. 